# Zugangsvereitelung
Zugangsvereitelung ist ein Rechtsbegriff der deutschen Rechtswissenschaft, mit dem Fälle bezeichnet werden, in denen der Zugang einer empfangsbedürftigen Willenserklärung auf Grund von Umständen im Bereich des Adressaten nicht oder nicht rechtzeitig erfolgte. Neutraler spricht man von Zugangsstörung. In den Fällen einer Zugangsstörung stellt sich die Frage, ob, wann und unter welchen Voraussetzungen trotz des objektiv fehlenden Zugangs eine abgegebene Willenserklärung als zugegangen gilt (d. h. der Zugang fingiert wird).
Zunächst ist also zu fragen, ob überhaupt ein Fall der Zugangsvereitelung vorliegt. Für die weitere Frage, ob vom Erklärenden nach einem gescheiterten Zugangsversuch ein Zugang nachgeholt werden muss, ist nach BGH-Rechtsprechung entscheidend, ob eine vorsätzliche oder eine nur fahrlässige Zugangsvereitelung vorliegt.
Im Ausgangspunkt wird der Zugang einer Willenserklärung fingiert, wenn der Empfänger mit einer Willenserklärung rechnen musste, ein Zugang aber aus Gründen in der Sphäre des Empfängers scheitert und der Erklärende alles Erforderliche und Zumutbare unternimmt, um den Zugang zu erreichen, oder ein erneuter Zugangsversuch ausnahmsweise in den Fällen der Annahmeverweigerung beziehungsweise arglistiger Zugangsvereitelung nicht notwendig ist.

## Zugangsstörung in der Sphäre des Empfängers
Beruht die Zugangsstörung auf Umständen, die nicht der Empfänger zu vertreten hat, so ist ein Zugang nicht zu seinen Lasten zu fingieren.
- Der Erklärende schickt einen Brief mit einfacher Post. Der Empfänger bestreitet den Zugang. Da nicht ausgeschlossen werden kann, dass das jeweilige Postunternehmen den Brief verloren hat und dies zu Lasten des Erklärenden geht, kann der Erklärende in der Regel einen Zugang nicht beweisen.
- Kann ein Brief nicht zugestellt werden oder wird die Annahme verweigert, jeweils weil er falsch adressiert wurde, ist das Sache des Erklärenden und nicht des Empfängers. Es liegt keine Zugangsvereitelung vor.[2]
- Bei einem Einschreiben mit Rückschein kann bei einer fehlenden Abholung (nur dann) von einer treuwidrigen Zugangsvereitelung ausgegangen werden, wenn der Empfänger mit einer solchen Willenserklärung per Einschreiben rechnen musste, etwa weil der Absender dies angekündigt hatte.[3] Musste der Empfänger nicht mit einer Erklärung per Einschreiben rechnen und wird der Empfänger nicht angetroffen, geht die Erklärung nicht zu, wenn der Empfänger den Einschreibebrief in der Folge nicht bei der Poststelle abholt und der Versender in der Folge nicht alles seinerseits tut, damit die Erklärung auch tatsächlich zugeht.[4][5] Das führt dazu, dass ein Einschreiben mit Rückschein entgegen landläufiger Meinung – im Gegensatz zum Einwurfeinschreiben – eine sehr riskante Zustellungsart ist.
- Im Fall der Zugangsverzögerung/-vereitelung ist nicht auf den „frühestmöglichen Abholungstermin“ (u. U. noch am gleichen Tag nachmittags), sondern auf den Zeitpunkt der „möglichen und zumutbaren Abholung“, also in der Regel erst der nächste Werktag, abzustellen.[6] Jedenfalls für den Beginn der Klagefrist des § 4 KSchG ist auf den Zeitpunkt des tatsächlichen Empfangs der Kündigung abzustellen, wenn der Arbeitnehmer ein Einschreiben zwar nicht unverzüglich, jedoch innerhalb der Aufbewahrungsfrist abholt.[7]
- Im Betrieb seines Arbeitgebers ist der Arbeitnehmer verpflichtet, Willenserklärungen des Arbeitgebers im Empfang zu nehmen. Versucht der Arbeitgeber dem Arbeitnehmer eine Kündigung im Betrieb zu übergeben, weigert der Arbeitnehmer sich jedoch, eine ihm hingehaltene Kündigung entgegenzunehmen, so liegt eine treuwidrige Zugangsvereitelung vor.[8]
- Außerhalb von (Vor-)Vertragsbeziehungen ist eine Person nicht verpflichtet, Empfangsvorkehrungen (z. B. einen Briefkasten) vorzuhalten.[9] Anders ist es jedoch, wenn der Adressat einer Willenserklärung „aufgrund bestehender oder angebahnter vertraglicher Beziehungen mit dem Zugang rechtserheblicher Erklärungen zu rechnen hat, geeignete Vorkehrungen treffen, dass ihn derartige Erklärungen auch erreichen […]. Tut er dies nicht, so wird darin vielfach ein Verstoß gegen die durch die Aufnahme von Vertragsverhandlungen oder den Abschluß eines Vertrages begründeten Sorgfaltspflichten gegenüber seinem Partner liegen“.[10]
- Muss ein Arbeitnehmer mit einer Kündigung rechnen, muss er den Arbeitgeber über seine aktuelle Adresse informieren.[11] Offengelassen wurde vom Bundesarbeitsgericht (BAG), ob der Arbeitnehmer den Arbeitgeber immer eine neue Adresse mitteilen muss:[12] das BAG hielt es für ausreichend, dass die neue Anschrift der Arbeitnehmerin aus der letzten Arbeitsunfähigkeitsbescheinigung hervorging.

## Notwendigkeit eines erneuten Zugangsversuches
Im Grundsatz bedarf es eines erneuten Zustellversuchs. Nur im Fall der Annahmeverweigerung und der arglistigen Zugangsvereitelung (vorsätzliche Zugangsvereitelung) bedarf es keines erneuten Zustellversuchs:
Eine andere Frage [als die Frage, ob die Zugangsstörung in der Sphäre des Adressaten liegt] ist jedoch, ob dieser Sorgfaltsverstoß innerhalb der vertraglichen oder vorvertraglichen Beziehungen so schwer wiegt, dass es gerechtfertigt ist, den Adressaten nach Treu und Glauben so zu behandeln, als habe ihn die infolge seiner Sorgfaltsverletzung nicht zugegangene Willenserklärung doch erreicht. Die Rechtsprechung hebt hierfür auch auf das Verhalten des Erklärenden ab. Er kann nach den Grundsätzen von Treu und Glauben aus seiner nicht zugegangenen Willenserklärung ihm günstige Rechtsfolgen nur dann ableiten, wenn er alles Erforderliche und ihm Zumutbare getan hat, damit seine Erklärung den Adressaten erreichen konnte. Dazu gehört in der Regel, dass er nach Kenntnis von dem nicht erfolgten Zugang unverzüglich einen erneuten Versuch unternimmt, seine Erklärung derart in den Machtbereich des Empfängers zu bringen, dass diesem ohne weiteres eine Kenntnisnahme ihres Inhalts möglich ist. Dies folgt daraus, dass eine empfangsbedürftige Willenserklärung Rechtsfolgen grundsätzlich erst dann auslöst, wenn sie zugegangen ist. Welcher Art dieser erneute Versuch des Erklärenden sein muss, hängt von den konkreten Umständen wie den örtlichen Verhältnissen, dem bisherigen Verhalten des Adressaten, den Möglichkeiten des Erklärenden und auch von der Bedeutung der abgegebenen Erklärung ab und kann allgemein nicht entschieden werden.
Etwas anderes gilt (nur) in den Sonderfällen der Annahmeverweigerung und der arglistigen Zugangsvereitelung.: Ein wiederholter Zustellungsversuch des Erklärenden ist allerdings dann nicht mehr sinnvoll und deshalb entbehrlich, wenn der Empfänger die Annahme einer an ihn gerichteten schriftlichen Mitteilung grundlos verweigert, obwohl er mit dem Eingang rechtserheblicher Mitteilungen seines Vertrags- oder Verhandlungspartners rechnen muss. Gleiches wird zu gelten haben, wenn der Adressat den Zugang der Erklärung arglistig vereitelt.
Beispiel: Der Arbeitnehmer weigert sich auf der Arbeitsstelle, die ihm hingehaltene Kündigung entgegenzunehmen: die Kündigung gilt als mit dieser Weigerungshandlung zugegangen (die Dreiwochenfrist des § 7 KSchG läuft). Ein erneuter Zustellversuch ist nicht notwendig (allerdings sinnvoll, wenn man die Weigerung des Arbeitnehmers nicht sicher beweisen kann).

## Praktische Konsequenzen
Um Streitigkeiten über den Zugang einer Willenserklärung zu vermeiden, kann die Einschaltung eines Boten oder begleitenden Zeugen hilfreich sein. Wird der Empfänger nicht angetroffen, so kann das Schriftstück in den Briefkasten geworfen werden. Zur Sicherheit sollte dieser Vorgang protokolliert werden. In der Praxis ist das Einwurfeinschreiben hilfreich: Es wird wie ein normaler Brief in den Briefkasten eingeworfen, bei einem Streit kann aber der Zugang mithilfe des Zustellungsscans in Verbindung mit dem Zeugnis des Zustellers (im Idealfall) bewiesen werden. Das Gesetz stellt die Form der Zustellung durch den Gerichtsvollzieher nach § 132 Abs. 1 BGB und unter bestimmten Voraussetzungen durch öffentliche Zustellung nach § 132 Abs. 2 BGB zur Verfügung.